# Carniense
| Era Eratema | Periodo Sistema | Época Serie         | Edad Piso              | Inicio, en millones de años |
| ----------- | --------------- | ------------------- | ---------------------- | --------------------------- |
| Mesozoico   | Cretácico       | Cretácico           | Cretácico              | 143,1                       |
| Mesozoico   | Jurásico        | Jurásico            | Jurásico               | 201,4±0,2                   |
| Mesozoico   | Triásico        | Superior / Tardío   | Rhaetiense Rhaetiano   | 205,7                       |
| Mesozoico   | Triásico        | Superior / Tardío   | Noriense Noriano       | 227,3                       |
| Mesozoico   | Triásico        | Superior / Tardío   | Carniense Carniano     | ~235                        |
| Mesozoico   | Triásico        | Medio               | Ladiniense Ladiniano   | 241,464 ± 0,28              |
| Mesozoico   | Triásico        | Medio               | Anisiense Anisiano     | 246,7                       |
| Mesozoico   | Triásico        | Inferior / Temprano | Olenekiense Olenekiano | 249,9                       |
| Mesozoico   | Triásico        | Inferior / Temprano | Induense Induano       | 252,2±0,5                   |

El Carniense o Carniano es el primer piso y edad del Triásico Superior/Tardío en la escala temporal geológica. Sucede al Ladiniense (último piso del Triásico Medio) y precede al Noriense. Se inició hace unos 235 millones de años y terminó hace unos 227,3 millones de años.
En esta edad aparecen los primeros dinosaurios, se diversifican los reptiles sinápsidos y aparecen otros animales como Cymbospondylus y Tanystropheus.
El Carniense se introdujo en la literatura científica por el geólogo y paleontólogo austrohúngaro Edmund von Mojsisovics en 1869. Aunque el origen del nombre no está claro, puede proceder de los Alpes cárnicos o del estado alemán de Carintia, fue aplicado por primera vez a los afloramientos austriacos de la formación Caliza de Hallsatt.

## Sección estratotipo y punto de límite global (GSSP)
La sección estratotipo y punto de límite global (GSSP, por sus siglas en inglés) que define la base del piso Carniense se encuentra en la sección Prati di Stuores (Stuores Wiesen), ubicada en la vertiente sur de la cresta que separa los valles de Badia/Abtei y Cordevole, dentro del municipio de Livinallongo del Col di Lana, región del Véneto, en el noreste de Italia, en los Dolomitas. Se caracteriza por la primera aparición del ammonites Daxatina canadensis y del conodonto Paragondolella polygnathiformis, así como por el inicio de la zona de polaridad magnética normal S2n. La designación del GSSP y la definición formal del piso Carniense fueron aprobadas por la Comisión Internacional de Estratigrafía (ICS) y ratificadas por la Unión Internacional de Ciencias Geológicas (IUGS) en 2008.
El techo del Carniense, que corresponde a la base del piso Noriense, aún no cuenta con un GSSP formalmente definido por la Comisión Internacional de Estratigrafía, sin embargo, está caracterizado provisionalmente por la primera aparición del ammonites Stikinoceras kerri y por la proximidad de la primera aparición del conodonto Metapolygnathus echinatus, dentro de la zona de M. communisti.

## Fauna del Carniense

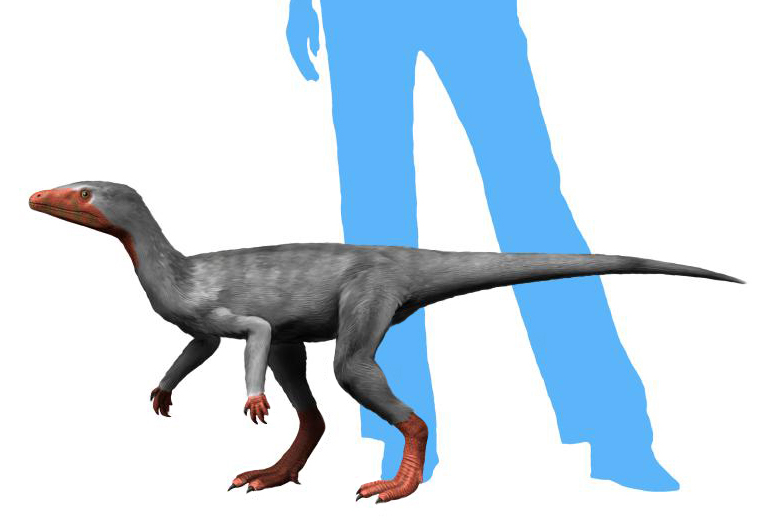
Eoraptor